# Altanulia
Genre
Espèce
Altanulia est un genre fossile d'amphibiens préhistoriques. L'espèce type est Altanulia alifanovi et, en 2022, le genre est resté monotypique.

## Présentation
L'espèce Altanulia alifanovi est attestée en Asie, avec un holotype du Crétacé en Mongolie,.

## Description
L'holotype d’Altanulia - PIN 553/300 -, constitué d'un maxillaire isolé de 20 mm de long portant 45 à 47 dents, a été trouvé par l'expédition paléontologique soviéto-mongole dans le sud du désert de Gobi, au sein de la formation de Nemegt, et date du Crétacé supérieur (Campanien supérieur-Maastrichtien inférieur). Altanulia a été diagnostiqué sur la base de la « partie postérieure du maxillaire profond, avec dépression labiale longitudinale en forme de coin ; tubercule ptérygoïdien du maxillaire bien exprimé ; processus frontal dans la partie antérieure de l'os ».

## Classification
Altanulia appartient aux Discoglossidae, en raison de la forme et de la structure de la surface linguale de son maxillaire,.